# Usseaux
Usseaux is een gemeente in de Italiaanse provincie Turijn (regio Piëmont) en telt 190 inwoners (31-12-2004). De oppervlakte bedraagt 38,5 km², de bevolkingsdichtheid is 5 inwoners per km².

## Demografie
Usseaux telt ongeveer 112 huishoudens. Het aantal inwoners daalde in de periode 1991-2001 met 11,7% volgens cijfers uit de tienjaarlijkse volkstellingen van ISTAT.
| Jaar | Inwoneraantal |
| ---- | ------------- |
| 1991 | 231           |
| 2001 | 204           |

## Geografie
De gemeente ligt op ongeveer 1416 m boven zeeniveau.
Usseaux grenst aan de volgende gemeenten: Exilles, Chiomonte, Gravere, Meana di Susa, Pragelato, Fenestrelle.

## Externe link

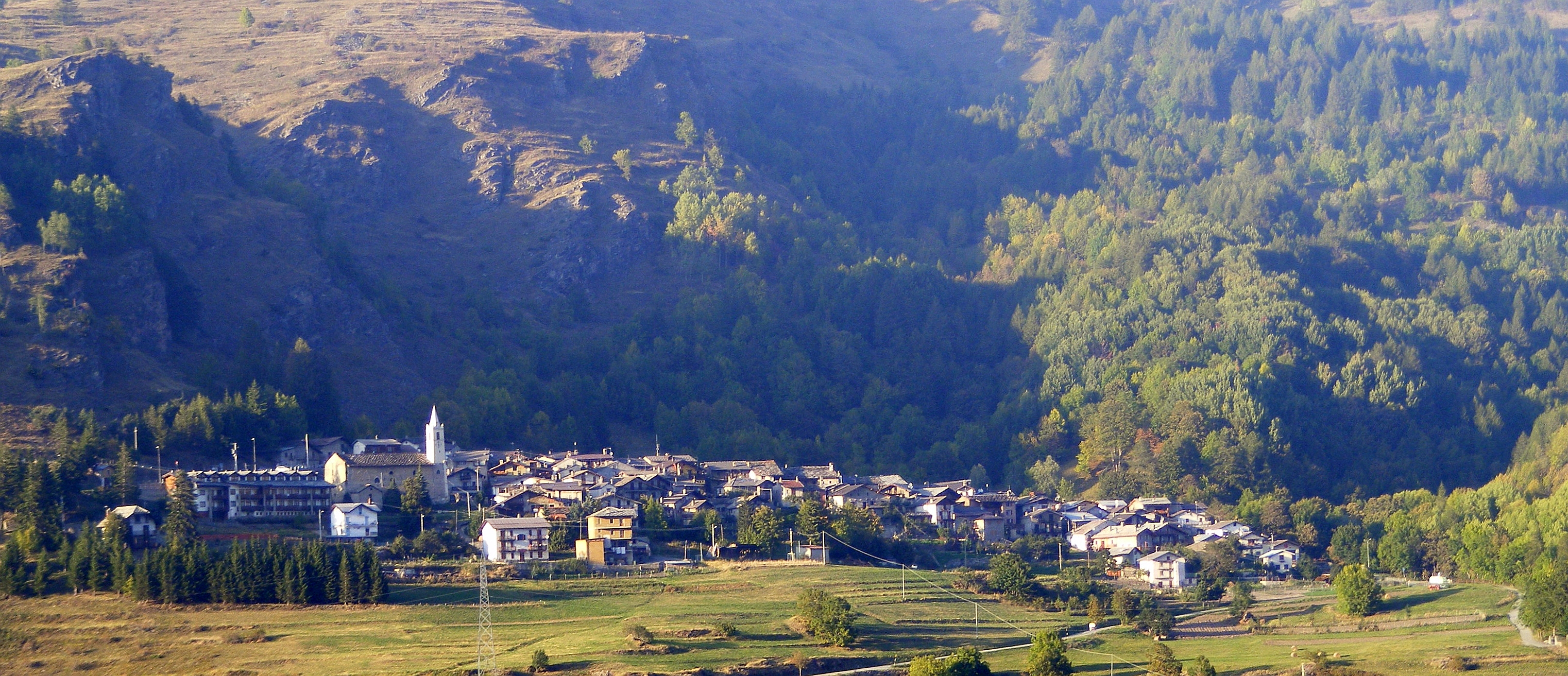
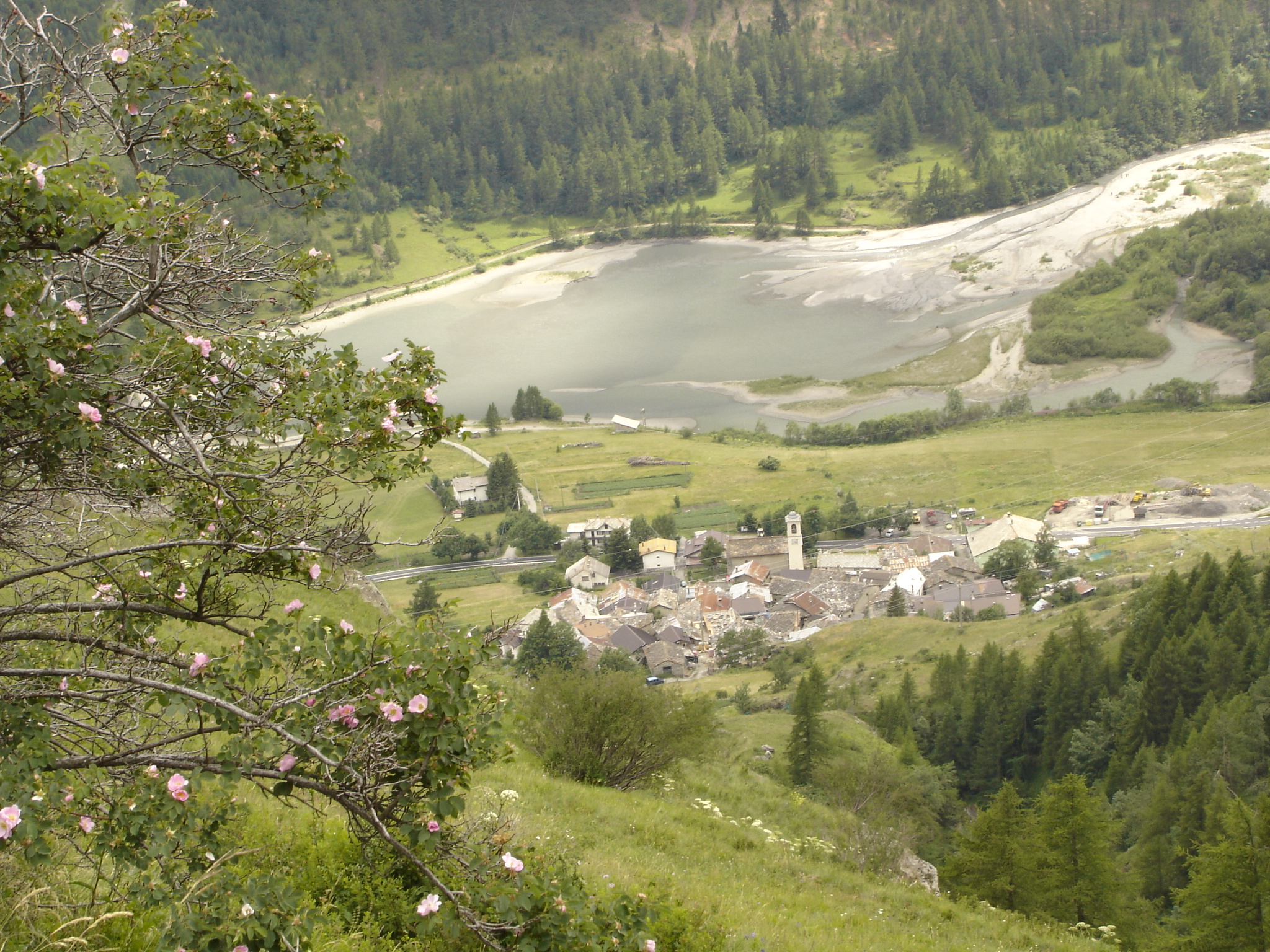
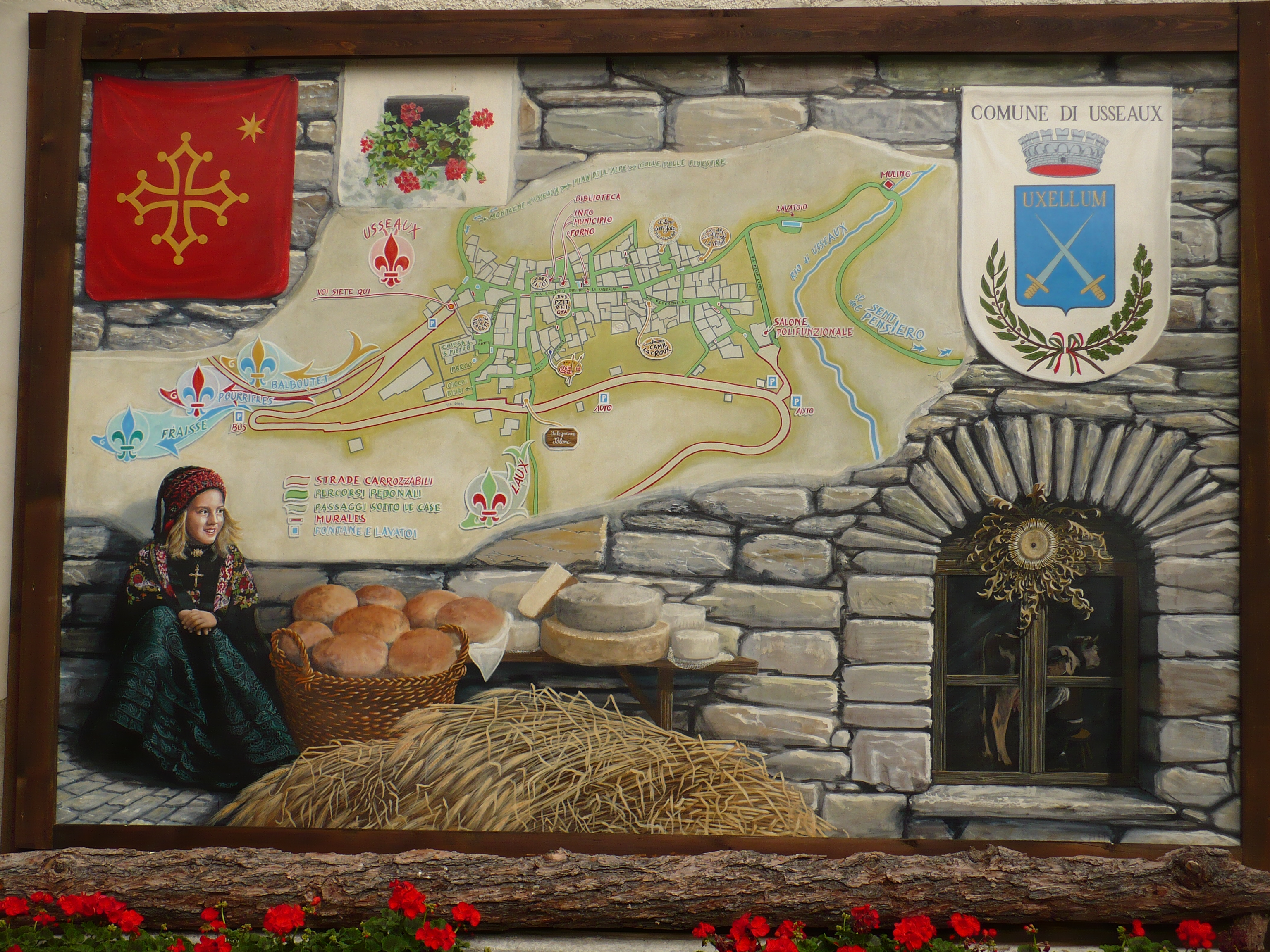
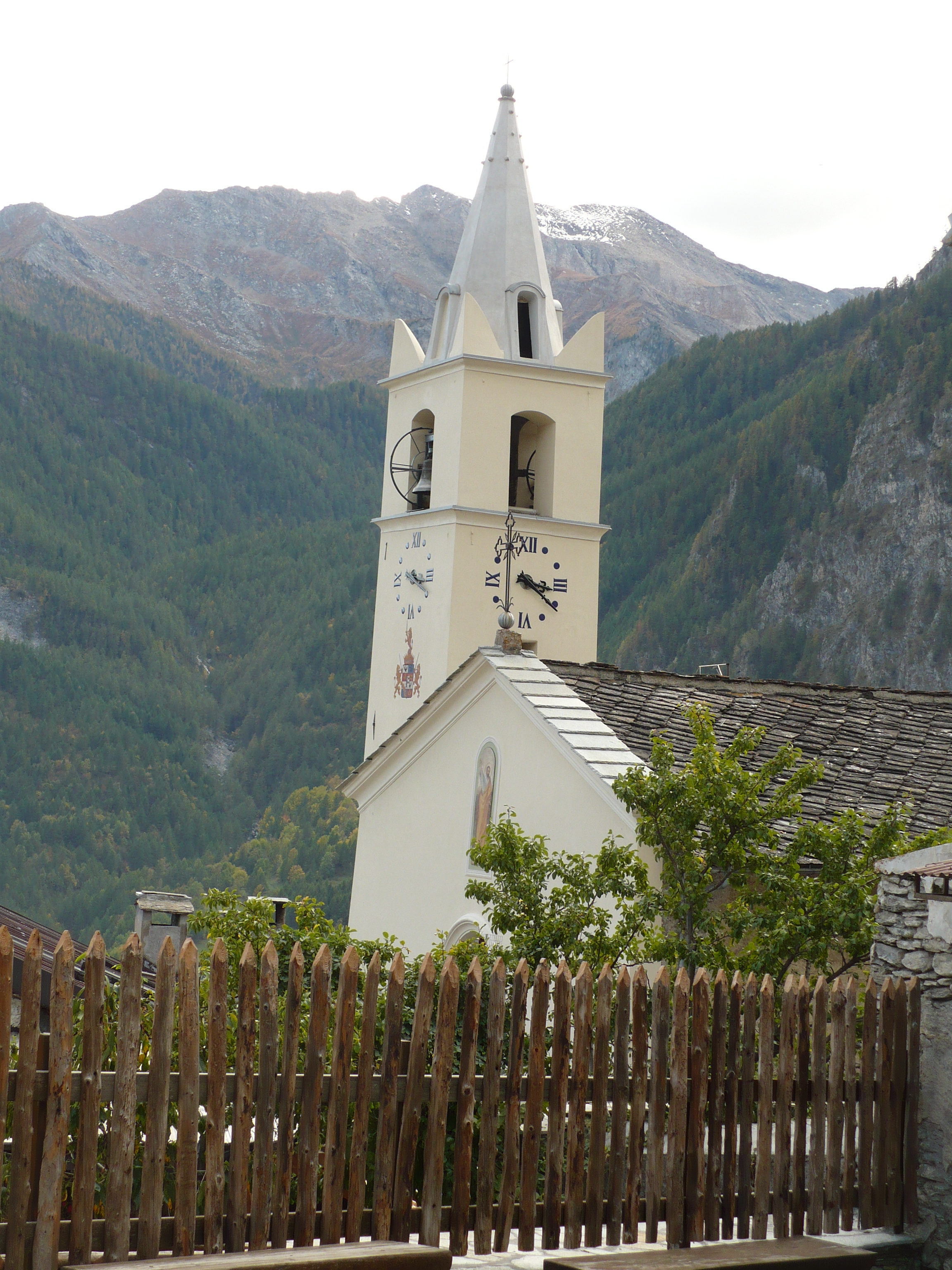